# Джеймс Блер (генерал)
Генерал Джеймс Блер (англ. James Blair; 27 січня 1828 — 18 січня 1905) — військовик шотландського походження, який дослужився до звання генерала в Британських колоніальних військах і був нагороджений Хрестом Вікторії, — найвища і найпрестижніша нагорода за хоробрість перед лицем ворога, яка може бути присуджена в Британських військах і військах Співдружності націй. Також нагороджений Орденом Лазні.
Двоюрідний брат капітана Роберта Блера, який також нагороджений Хрестом Вікторії.

## Подвиги
Йому було 29 років, коли він, будучи капітаном 2-ї Бомбейської Легкої кавалерії в Бомбейської армії під час індійського заколоту в 1857 році, за наведені нижче два подвига був нагороджений Хрестом Вікторії.
|  | За те, що в двох випадках відзначився своєю галантною і зухвалою поведінкою: 1. У ніч на 12 серпня 1857 року в Neemuch, він добровільно хотів затримати 7 або 8 озброєних заколотників, які замкнулися для оборони в будинку, двері якого він відчинив. Потім він кинувся на них і змусив їх тікати через дах; в цій сутичці він був важко поранений. Незважаючи на свої рани він переслідував втікачів, але не зміг підійнятися вгору за ними через темноту в ночі. 2. На 23 жовтня 1857 року в Jeerum, він галантно боровся за шлях через купи повстанців, які буквально оточили його. Після поломки кінця свого меча на голові одного з повстанців і отримання серйозної травми (поріз) мечем на своїй воюючій руці, він приєднався до свого загону. У такому пораненому стані і без іншої зброї, маючи рукоять свого поламаного меча, він очолив своїх людей, атакував повстанців найбільш дієво і розсіяв їх. |

## Генерал і резидент в Адені
Пізніше він отримав звання генерала і був резидентом Великої Британії в Адені в 1882—1885 роках.